# 平取町立平取中学校
平取町立平取中学校（びらとりちょうりつ びらとりちゅうがっこう）は、北海道沙流郡平取町にある公立中学校。

## 概要
平取町にある中学校の一つである。
2012年現在、生徒数は計141人、学級数は6、教職数は14人である。

## 所在地
- 北海道沙流郡平取町本町116-3[1]

## 沿革
- 1947年（昭和22年）4月 - 平取村立平取中学校が開校する[1]
- 1954年（昭和29年）11月 - 平取町立平取中学校となる
- 2012年（平成24年）4月 - 平取町立貫気別中学校が統合され、新しい平取町立平取中学校となる[1]